# D1 (hunebed)
Hunebed D1 is een portaalgraf. Het hunebed ligt bij de plaats Steenbergen in de provincie Drenthe. De plaats Steenbergen is ook vernoemd naar deze hunebedden.
Het hunebed ligt dicht bij een verharde weg en is makkelijk bereikbaar, mede dankzij de nabijgelegen parkeerplaats. 

## Bouw

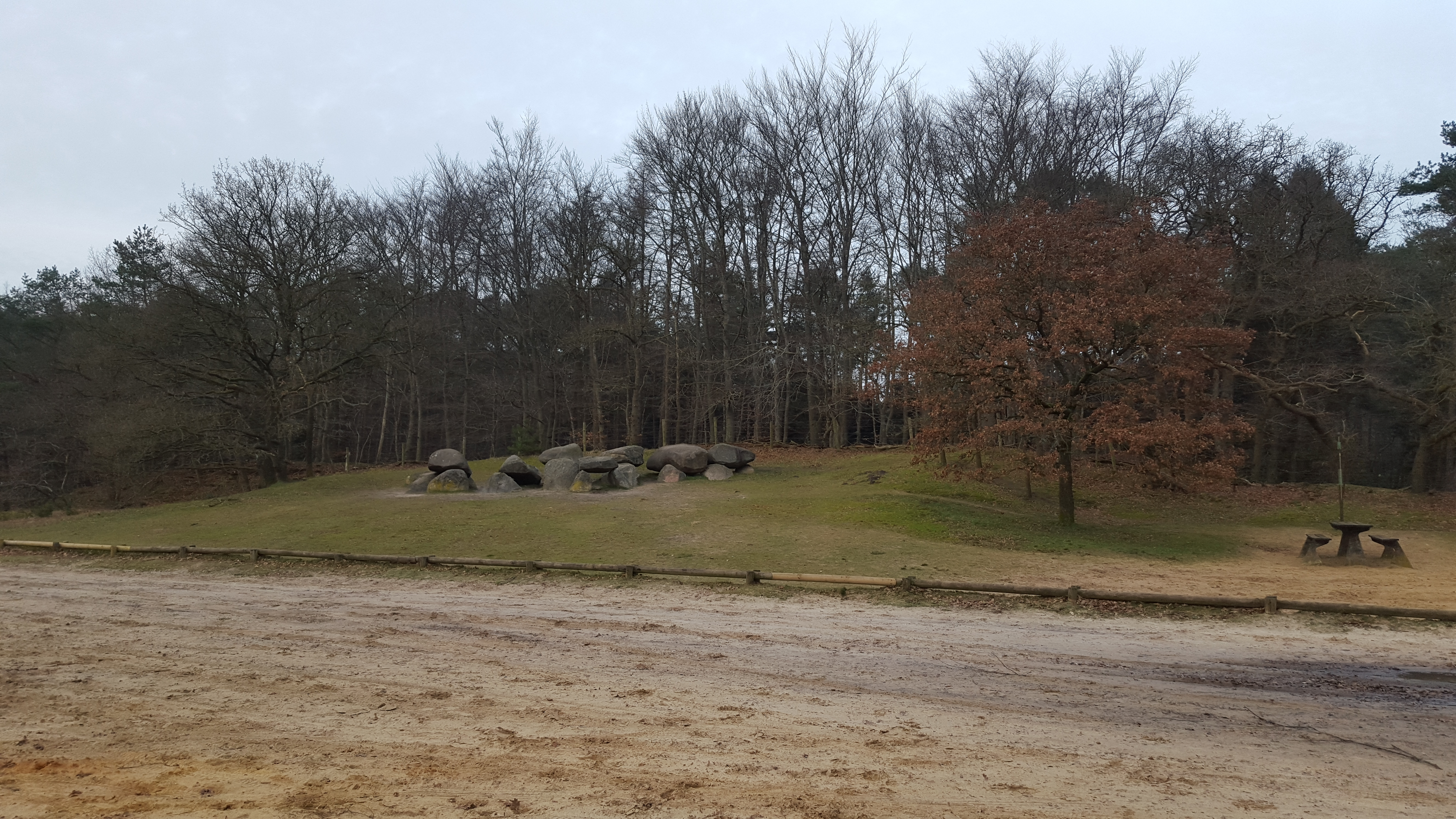
D1 ligt op de helling van een zandheuvel

Het hunebed wordt toegeschreven aan de trechterbekercultuur en ligt tegen een helling van zand.
Het hunebed is goed bewaard gebleven en bestaat uit 12 draagstenen, 6 dekstenen en 2 sluitstenen. De poortstenen bestaan uit 2 draagstenen en 1 deksteen.
Het hunebed is 11,6 meter lang en 3,6 meter breed. 
De kelderinhoud is nooit onderzocht.

## Geschiedenis
Nicolaas Westendorp geeft in 1815 een boek uit, dit is een reisverslag uit 1811 of 1812 en hunebed D1 wordt hier in genoemd.
Dit hunebed is het noordelijkst gelegen hunebed in de provincie Drenthe en heeft daarom nummer 1 gekregen. De archeoloog professor Albert van Giffen, die onderzoek deed naar hunebedden, heeft ze van noord naar zuid genummerd per provincie. Hij trof de 6 dekstenen, 12 zijstenen, 2 sluitstenen, 2 poortzijstenen en 1 poortdeksteen in een wanordelijke toestand aan, twee dekstenen waren gebroken.
In de jaren 1953/1954 is het vervallen hunebed door Van Giffen gerestaureerd, waarbij de dekstenen weer op hun plaats zijn gezet en een van de stenen weer in elkaar is gezet.
Het hunebed is ook gerestaureerd rond 1965 en in 1993.
Bezoekers hebben enkele malen de poortdeksteen van de draagstenen gegooid. 
In 1997 is het hunebed beschadigd door brandstichting. De schade is inmiddels zo veel mogelijk hersteld. Hierbij werd gebruik gemaakt van stalen pennen en epoxyhars.De lijmsporen van deze restauratie zijn echter nog altijd zichtbaar.